# هروگت
latitudeهروگتlongitudeهروگت
هروگت (به انگلیسی: Harrogate) شهری در منطقهٔ تیس‌ساید کشور انگلستان است که در یورک‌شایر شمالی واقع شده اس. این شهر در سال ۱۹۹۱ میلادی ۸۵٫۰۰۰ نفر جمعیت داشته و در سرشماری سال ۲۰۰۱ جمعیت آن به ۸۵٫۱۲۸ نفر رسیده‌است. میزان رشد سالانهٔ جمعیت هروگیت ‎-۰٫۸۱ درصد می‌باشد و جمعیت این شهر در سال ۲۰۱۲ به ۸۳٫۰۴۱ نفر تغییر یافت.